# Газовое месторождение Галкыныш
Галкыныш (туркм. Galkynyş) — зона супергигантского газонефтяного месторождения Туркменистана, расположенная в Марыйском велаяте. Эксплуатация началась летом 2013 года. В связи с открытием на территории Туркменистана сверхгигантской зоны газовых месторождений и её освоением, 18 ноября 2011 года президент Туркменистана подписал постановление, предписав именовать месторождения Южный Иолотань-Осман, Минара и прилегающие месторождения газовым месторождением «Галкыныш».

## Южный Иолотань

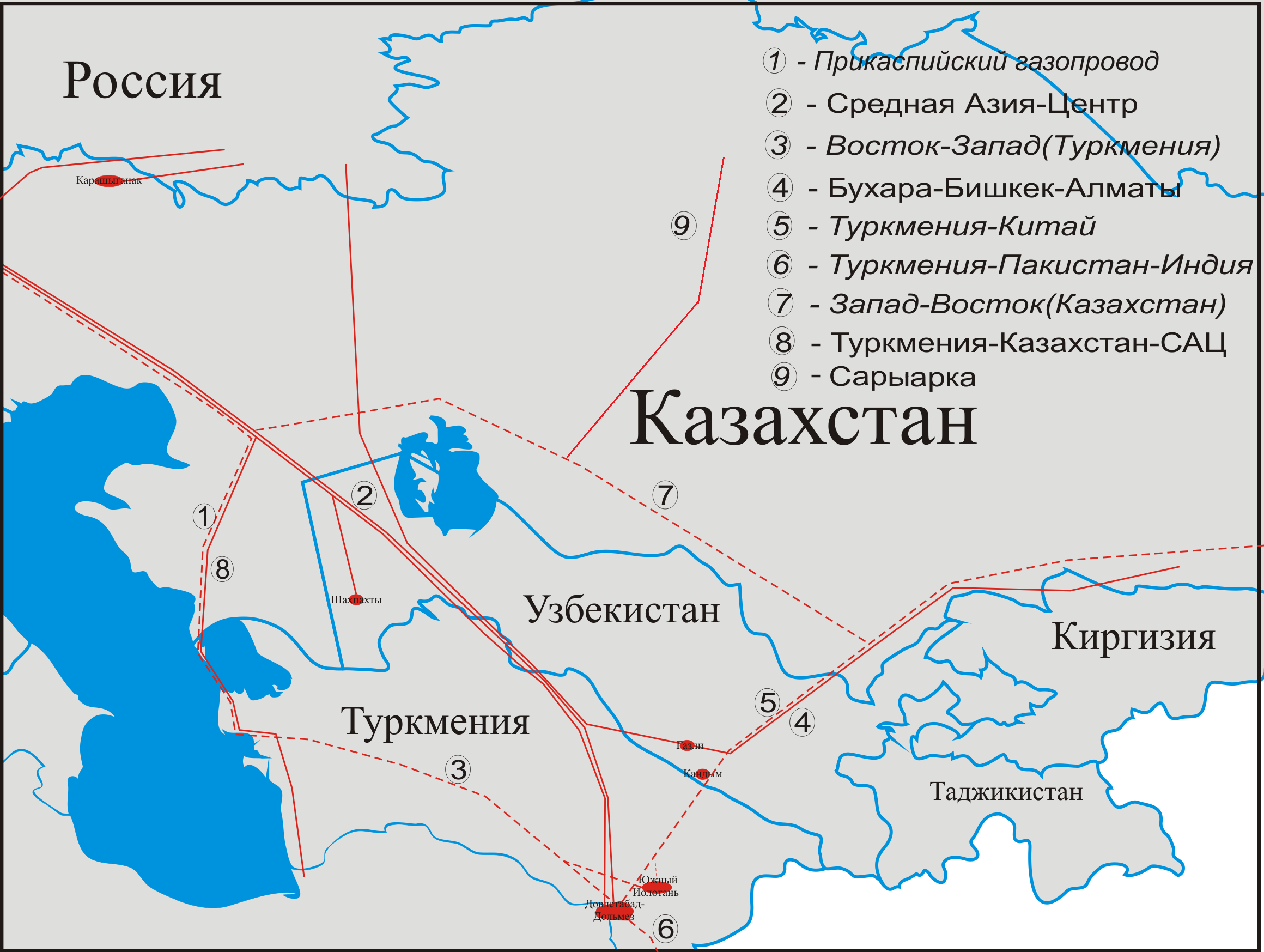
Южный Иолотань и его транспортировки

Южный Иолотань, Южный Йолотен (туркм. Günorta Ýolöten-Osman) — супергигантское газонефтяное месторождение Туркменистана, расположенное в Марыйском велаяте, в юго-восточной части страны, в 50 км от областного центра Мары вблизи города Иолотань. Открыто в ноябре 2006 года.

### Характеристика
Супергигантское месторождение Иолотань раскинулось на площади в 1800 км². По предварительной оценке толщина продуктивного пласта здесь более 1200 метров. Иолотань связан с нефтегазовым месторождением Осман, они оба являются одной структурой. Залежи располагаются на глубине 3,9—5,1 км. Нефтегазоносность связана с меловыми и юрскими отложениями.
В Иолотане идут разведочные работы во всех направлениях: на севере — до месторождения Минара, на юге — до месторождения Осман, на западе — до площади Газанлы и на востоке — до месторождения Яшлар.
Кроме газа здесь также сосредоточены значительные запасы нефти, промышленная разработка которых началась 2007 году, на порядок увеличив объём выпускаемых нефтепродуктов на Сейдинском НПЗ. Эта нефтяная залежь отличается уникальными характеристиками, здесь в нефти практически не присутствуют посторонние примеси, что в практике нефтедобычи встречается крайне редко.
Относится к Мургабскому нефтегазоносному району Амударьинская нефтегазоносной области Туранской нефтегазоносной провинции.

### Запасы
По оценке компании Gaffney, Cline & Associates (Великобритания) начальные запасы природного газа составляют 21,2 трлн м³. Запасы нефти составляют 300 миллионов тонн.

### Добыча
Добыча природного газа в 2023 году составила 50 млрд. м3.
Добыча нефти в 2023 году составила 20 млн. тонн.

### Участники разработки
Оператором разработки является туркменская государственная компания «Туркменгаз». Президент Туркменистана Сапармурат Ниязов пригласил китайскую корпорацию CNPC и турецкую компанию Çalik Enerji участвовать в исследовании и развитии месторождения, предложив для транспортировки газа из Иолотани в Европу расширить газопровод.

## Минара
Минара (до 1991 г. — Майск) — газовое месторождение Туркменистана, расположенное в Марыйском велаяте, в юго-восточной части страны. Майск открыто в 1970 году, а Минара открыто в июле 2009 года. Различие Майска и Минары, это строения: Майск — надсолевой, а Минара — подсолевой[значимость факта?].
Газоносность связана с нижнемеловыми и верхнеюрскими отложениями. Залежи на глубине на 2,9—4,1 км. Начальные запасы природного газа составляют 200 млрд м³.
Оператором разработки является туркменская государственная компания Туркменгаз.